# Cemitério São João Batista (Fortaleza)
Entrada do Cemitério São João Batista.
O Cemitério São João Batista fica localizado em Fortaleza. Foi inaugurado no dia 5 de abril de 1866 para substituir o Cemitério de São Casemiro que ficava no local onde está construída a Estação João Felipe.
Seu fechamento foi determinado em virtude do terreno sofrer influência de dunas móveis e por ficar próximo do núcleo urbano de então. Em 1880 foram exumados do Cemitério São Casemiro os restos de pessoas ilustres como Pessoa Anta e Padre Mororó e transferidos para o cemitério São João Batista. O cemitério é administrado pela Santa Casa de Misericórdia de Fortaleza e tem uma área total de 95 mil m² [carece de fontes?].

## Pessoas famosas enterradas
- Almino Afonso, senador pelo Rio Grande do Norte;
- Coronel Antonio Diogo De Siqueira| Antonio Diogo, grande empresário do século XX no Ceará;
- Antônio Rodrigues Ferreira de Macedo, boticário Ferreira, ex-prefeito de Fortaleza;
- Ari Lobo, cantor (transferido para o Cemitério Parque da Paz);
- Barão de Aquiraz;
- Barão de Aratanha;[2]
- Barão De Camocim
- Barão de São Leonardo;
- Barão de Studart;
- Barão de Santo Amaro;
- Francis Reginald Hull (Mister Hull), engenheiro;
- Carlos Jereissati, empresário, industrial e político;
- Carlos Virgílio Távora, ex-deputado federal do Ceará;
- Caio Prado, advogado, jornalista e político;
- Cego Aderaldo, poeta cantador e rabequista;
- Cônego Bessa, religioso e político;
- Demócrito Rocha, telegrafista, odontólogo, escritor, poeta, e jornalista;
- Francisco José do Nascimento, o Dragão do Mar (Jangadeiro e Abolicionista)
- Francisco de Meneses Pimentel, advogado e professor, ex-interventor federal no Ceará;
- Franklin Gondim, comerciante, ex-interventor federal do Ceará;
- General Sampaio, militar brasileiro, herói da Guerra da Tríplice Aliança;[2]
- Gustavo Pereira do Nascimento, comerciante e politico, que lutou pela construção da Ponte JK em Aracati;
- Hélio Melo, escritor, gramático, filólogo e professor;
- João Brígido dos Santos, jornalista, escritor e historiador;
- Joaquim Silva, ator de teatro;
- Manuel Cordeiro Neto, ex-chefe de polícia do Ceará e ex-prefeito de Fortaleza;
- Manuel Fernandes Vieira, magistrado e ex-deputado;
- Messias Pontes, jornalista, radialista, militante político do PC do B;
- Natércia Campos, escritora e professora;
- Parsifal Barroso, ex-deputado, ex-governador, ex-ministro e membro do Instituto do Ceará;
- Perdigão Sampaio, padre da Igreja Católica;
- Plácido Castelo, jornalista, advogado, político e professor;
- Quintino Cunha, advogado, escritor e poeta;
- Rodolfho Teófilo (sanitarista,Escritor E Inventor da fórmula do suco da Cajuina)
- Rogaciano Leite, poeta e jornalista;
- Soares Bulcão, jornalista, poeta, historiador, político e orador;
- Frei Tito, frade da Igreja Católica;
- Tristão Gonçalves, político e revolucionário;
- Virgílio Távora, militar e político;[2]
- Marcos Otávio Pinheiro da Silva, conhecido como Borró, icônico morador do José Bonifácio, ex-candidato a vereador de Fortaleza.;
- Antonio Bezerra de Meneses, abolicionista, escritor, poeta e jornalista, um dos fundadores da Academia Cearense de Letras e Instituto do Ceará.